# Franz Demetz

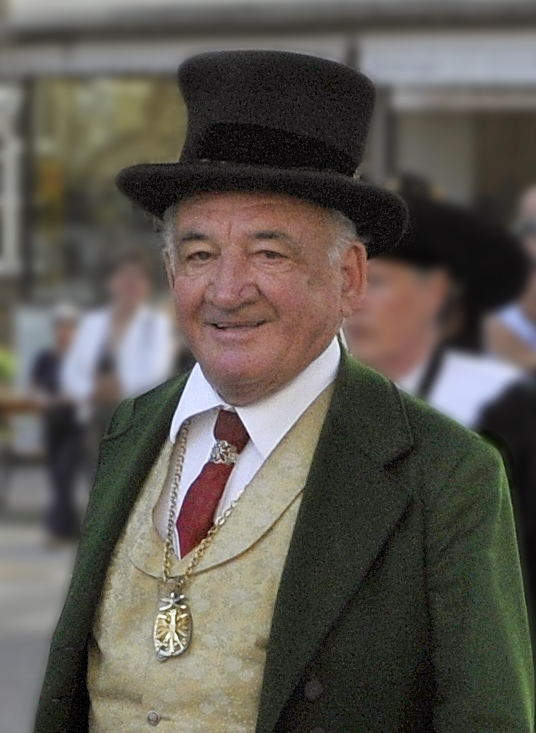
Franz Demetz (2011)

Franz Alois Demetz „Pallua“ (* 24. Januar 1930 in St. Christina in Gröden; † 21. Mai 2025 ebenda) war ein ladinischer Politiker der Südtiroler Volkspartei.

## Biografie
Demetz war Hotelier in Soplajes, einem Ortsteil von St. Christina.
Von 1968 bis 1973 und, nachdem er für Maria Bertolini nachgerückt war, von 1974 bis 1978 war er Abgeordneter im Südtiroler Landtag und damit gleichzeitig im Regionalrat Trentino-Südtirol. In letzterem fungierte er während seiner beiden Amtsperioden als Präsidialsekretär. Am 25. Mai 1977 wurde er zum ersten Präsidenten des Istitut Ladin „Micurá de Rü“ ernannt.
Demetz war von 1985 bis 1995 Bürgermeister seiner Heimatgemeinde. Von 1990 bis 1995 arbeitete er zusätzlich im Verwaltungsrat des Südtiroler Gemeindenverbands. Von 1994 bis 2011 war er zudem Mitglied des Verwaltungsrates der Stiftung Südtiroler Sparkasse. Seine Verdienste wurden u. a. mit dem Ehrenzeichen des Landes Tirol gewürdigt.
Am 21. Mai 2025 starb Franz Demetz im Alter von 95 Jahren.